# Benny Schepmans
Benny Schepmans (Wijer, Nieuwerkerken, 19 de desembre de 1953) va ser un ciclista belga, que fou professional entre 1974 i 1984. De la seva carrera destaquen una victòria d'etapa al Tour del Mediterrani i una a la Volta a Suïssa.

## Palmarès
- 1974
  - 1r a la Seraing-Aix-Seraing
- 1975
  - 1r al GP Stadt-Sint-Niklaas
- 1977
  - 1r a Willebroek
- 1978
  - 1r a Mechelen
- 1979
  - Vencedor d'una etapa al Tour del Mediterrani
- 1980
  - Vencedor d'una etapa a la Volta a Suïssa
  - 1r a Wavre
- 1981
  - 1r a Wavre

### Resultats al Tour de França
- 1977. Abandona (10a etapa)

### Resultats al Giro d'Itàlia
- 1981. 97è de la classificació general

### Resultats a la Volta a Espanya
- 1977. 38è de la classificació general
- 1978. 51è de la classificació general
- 1982. 63è de la classificació general. Classificació dels esprints.